# アジュラーン・スルタン国

アジュラーン・スルタン国
ソマリ語: Dawladdii Ajuuraan
アラビア語: الدولة الأجورانيون

アジュラーン・スルタン国(ソマリ語: Dawladdii Ajuuraan, アラビア語: الدولة الأجورانيون)は、中世にソマリアにあったソマリ人ムスリムによるスルターン国家。中央集権体制と侵略勢力に対する強気な軍事的姿勢により、西側のオロモ人の侵攻やインド洋からのポルトガルの侵攻（ポルトガル・アジュラーン戦争）を防ぐ一方で、インド洋交易で繁栄し世界各地から貿易船が集まっていた。
現在でもソマリア南部には、アジュラーン時代の城跡やネクロポリス、都市遺跡が点在している。また、統治下の多くの住民はこの時代にイスラム教に改宗している。統治王家はガレン家で、富や交易、軍事同盟により、領土を拡大、地域の覇権を握った。
13世紀のアジュラーン・スルタン国はシェベリ川やジュバ川の水資源を握っており、治水技術も発達していた。当時の井戸や貯水池は現在でも使われている。また、この時代に生まれた農耕や納税の仕組みはアフリカの角一帯では19世紀後半まで使われていた。治世末期には王族による暴政が行われたため各地で反乱がおこり、17世紀末にはゲレディ・スルタン国などいくつかの国家に分裂した。